# 徐子婷
徐子婷（1981年7月17日—2004年8月14日）是台灣模特兒。

## 家庭
- 父：徐明
- 母：應靈

## 生平
她最為人所認識，在於她替台新銀行現金卡拍攝的一輯電視和巨幅海報廣告。除了模特兒工作以外，她亦以副業兼差的方式於IN HOUSE餐廳打工。她於2004年8月14日因為柏妍安介入她與男朋友游聖白之間的感情而不開心，當晚從已結業的統領百貨台北店的15樓頂樓跳樓身亡，終年23歲。

## 男友
2008年9月24日，游聖白涉嫌持有毒品被逮，並有妨礙兵役前科。